# Platystele resimula
Platystele resimula är en orkidéart som beskrevs av Carlyle August Luer och Alexander Charles Hirtz. Platystele resimula ingår i släktet Platystele och familjen orkidéer. Inga underarter finns listade i Catalogue of Life.